# شهرستان دایاو
شهرستان دایاو (به لاتین: Dayao County) یک منطقهٔ مسکونی در چین است که در ولایت خودمختار چوشیونگ یی واقع شده‌است. شهرستان دایاو ۴٬۱۴۶ کیلومتر مربع مساحت و ۲۸۰٬۰۰۰ نفر جمعیت دارد و ۱٬۸۶۲ متر بالاتر از سطح دریا واقع شده‌است.